# Pseudocrypturus cercanaxius
Pseudocrypturus cercanaxius (лат.) — вид вымерших бескилевых птиц из семейства Lithornithidae, единственный в роде Pseudocrypturus. Обитал во времена эоцена (55,8—50,3 млн лет назад) в Северной Америке.

## Название
Название рода Pseudocrypturus переводится как «ложный тинаму», а видовое название cercanaxius образовано от др.-греч. κερκος — «хвост» и ἀνάξιος — «недостойный» и указывает рудиментарность пигостиля у этого вида.

## Описание
Голотип USNM 336103 представляет собой частичный скелет: череп, нижнюю челюсть и 9 шейных позвонков. Найден в формации Грин Ривер в штате Вайоминг (США) и хранится в Смитсоновском национальном музее естественной истории.